# Zhu Yingwen
Zhu Yingwen (Shanghai, 9 settembre 1981) è una nuotatrice cinese.
Specializzata nello stile libero, ha vinto una medaglia d'argento nella staffetta 4x200 m sl alle Olimpiadi di Atene 2004.

## Palmarès
- Olimpiadi

Atene 2004: argento nella 4x200m sl.
- Mondiali

Montreal 2005: bronzo nei 50m sl e nella 4x200m sl.
- Mondiali in vasca corta

Mosca 2002: oro nella 4x200m sl, bronzo nella 4x100m sl e nella 4x100m misti.
- Giochi asiatici

Busan 2002: oro nella 4x100m sl e nella 4x200m sl.
- Universiadi

Bangkok 2007: argento nella 4x100m sl e nella 4x200m sl.